# Chrysothémis
Dans la mythologie grecque, Chrysothémis (en grec ancien Χρυσόθεμις) est la fille d'Agamemnon et de Clytemnestre, et ainsi la sœur d'Électre, d'Iphigénie et d'Oreste.

## Famille
Chrysothémis est la fille du roi Agamemnon et de la reine Clytemnestre de Mycènes, et fait donc partie de la famille des Atrides.
Dans l'Iliade d'Homère, elle est la sœur d'Iphigénie et de Laodicé (de). Dans la tragédie Électre de Sophocle - ainsi que dans les tragédies d'Euripide et dans la Bibliothèque d'Apollodore  - elle est la sœur d'Électre, d'Iphigénie et d'Oreste.

## Analyse du personnage
Chrysothémis est mise en scène dans de nombreuses œuvres antiques, comme par exemple la tragédie "Electre" de Sophocle : à la différence de sa sœur et de son frère Oreste, elle ne souhaite pas la mort de leur mère. Au contraire, elle tente même de réconcilier mère et fille. Dans les œuvres de Sophocle, il y a une opposition récurrente entre les deux sœurs Électre/Chrysothémis, comme Antigone/Ismène. Si Électre et Antigone représentent la liberté et le primat de l'individu sur la société, en revanche Chrysothémis et Ismène représentent le respect de l'autorité (bien que l'une et l'autre reconnaissent l'injustice de cette autorité). Elles ne désobéissent pas à la loi de la cité et se soumettent au fatum (le destin). Contrairement aux héroïnes tragiques, elles s'effacent et ne défient pas le destin. 

## Mentions

### Mentions antiques
Chrysothémis est mentionnée dans l'Iliade ainsi que dans et dans la Bibliothèque d'Apollodore. Elle apparait en tant que personnage dans plusieurs drames antiques, notamment dans Électre de Sophocle et dans Électre et Oreste d'Euripide. 

### Œuvres modernes
L'écrivain et poète autrichien Hugo von Hofmannsthal a repris la figure de Chrysothémis dans son Elektra, initialement écrite pour la scène lyrique, mais parfois reprise au théâtre sans la musique de Richard Strauss pour laquelle le texte a été conçu. Elle apparait également dans le poème du même nom de Ghiannis Ritsos.